# Кримськотатарський фольклор

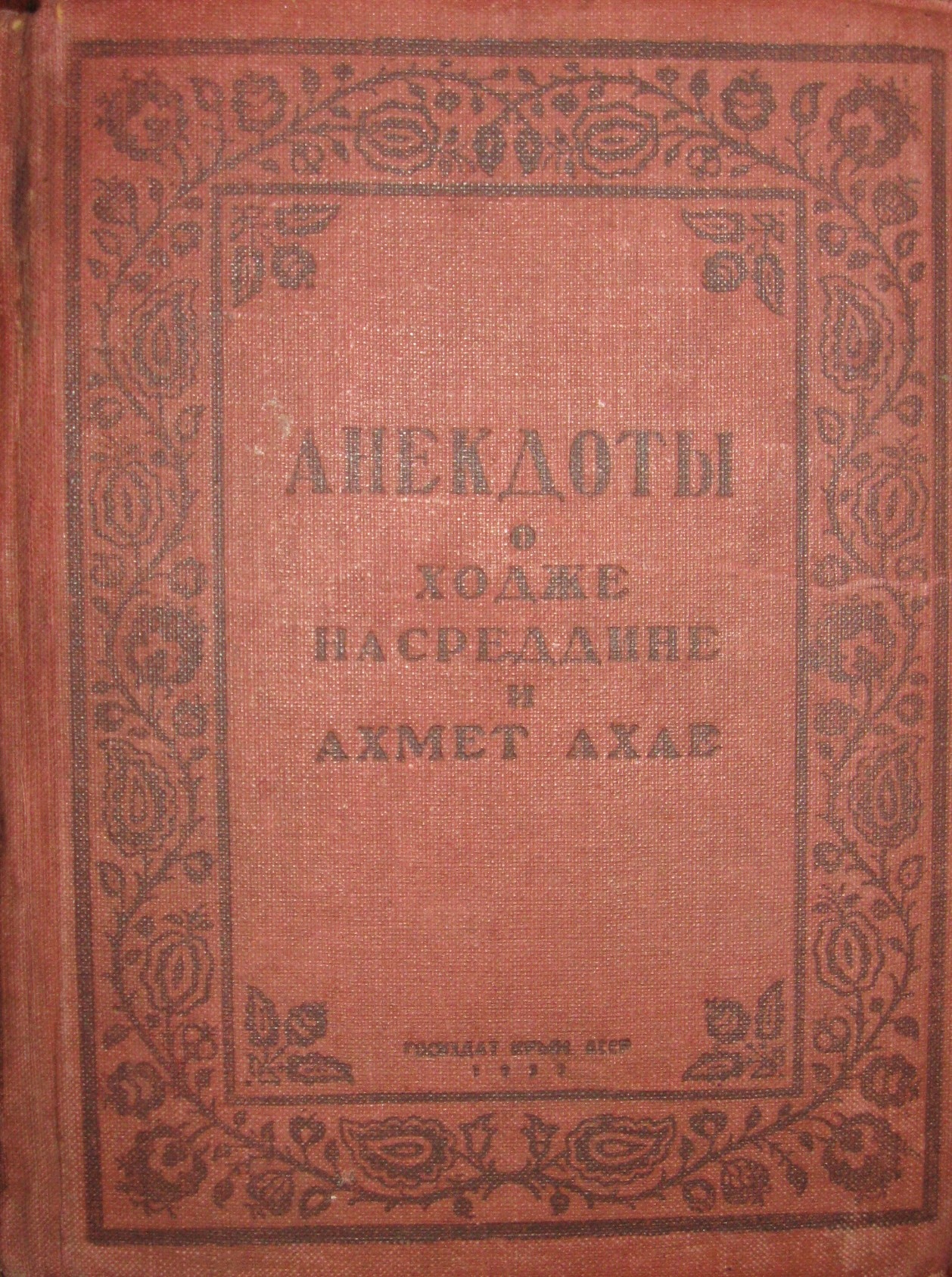
Видання кримськотатарських народних анекдотів про Ходжу Насреддіна і Ахмет Ахая (1937)

Кримськотата́рський фолькло́р (крим. Qırımtatar folklorı) — усна народна творчість кримських татар, невід'ємна складова національної культури цього народу, є цінним джерелом народних традицій і кримськотатарської мови; має власну жанрову специфіку, історію запису та дослідження.
У фольклорі кримських татар зустрічаються персонажі загально-тюркського епосу, сюжети й герої, характерні для мусульманських народів, середньовічного християнського населення Криму. Також і власне кримськотатарській фольклорній традиції притаманна регіоналізація, зокрема, наприклад, відмінності у темах і жанрах фольклору татар-степняків (ногаїв), кримців-горян і прибережних кримців.

## Жанрова специфіка
Кримськотатарський фольклор представлений багатьма жанрами народної прози та поезії. Подеколи фольклорні твори виконують під музичний акомпанемент, зокрема дестани.
Найдавнішими, пов'язаним подеколи з язичницькими (доісламськими) часами, у фольклорі кримців є спільні для багатьох тюрків побажання на краще (алгъыш) і прокляття (къаргъыш), які по суті є зразками народної мови, що також нерідко пов'язані з давніми міфологічними уявленнями, традиціями й обрядами (практична сторона фольклору).
Історично первинним, таким, що сягає Середньовіччя, жанром фольклору кримських татар є епос (дестан) — героїчні оповіді (різновид народної поезії) Чорабатыр, Кёр оглу, де оспівано подвиги богатирів, які захищали інтереси простого народу; також є епоси, де відображено лірико-романтичну тематику (Таир ве Зоре). Кримськотатарський епос, зокрема, Кёр оглу знаходить прямі паралелі з усною творчістю близьких тюркських народів.
Жанрами усної прози кримців є казки (масаллар) і легенди (эфсане), а також народні анекдоти (лятифелер).
Як і у фольклорі інших народів світу, кримськотатарські народні казки, почасти умовно, поділяються на:
- тваринний епос (айванлар акъкъында);
- чарівні казки (тылсымлы масаллар);
- соціально-побутові історії (ичтимаий-турмуш);
- кумулятивні казки (кумулятив масаллар).

Популярним, але достатньо пізнішим жанром усної прози кримців є легенди, найчастіше інспіровані до створення народною уявою багатою і мальовничою природою Криму (гори, скелі, провалля, ущелини, річки). Окремо виділяються історичні легенди, в яких ідеться про події або осіб минулого, закарбовані в народній пам'яті (серед таких легенди про кримського месника і поборника простих людей Аліма).
Сюжети кримськотатарських народних анекдотів є як міжнародними, так і досить специфічними, пов'язаними з життям та історичними реаліями народу. Найбільше анекдотів, часто зі спільними сюжетами, згруповані у цикли навколо типових фольклорних персонажів — одного з найпопулярніших у світі Ходжі Насреддіна, а також суто киримли Ахмет-Ахая.
Дрібні жанри кримськотатарського фольклору — прислів'я та приказки (аталар сёзлери ве айтымлар, буквально «слова батьків»), загадки (тапмаджалар) і скоромовки (тез айтувлар) є часто зразками народної поезії, а не прози (перші 2 жанри), представляють собою відточені і досконалі зразки народного мовлення (всі з названих, включаючи скоромовки). Також нерідко ці жанри, вкупі з народними анекдотами, а також жартівливими піснями і частівками представляють сміхову культуру кримців (народний гумор).
Частівки кримських татар:
- у степових киримли — чынъ, виконували молоді люди без музичного супроводу;
- у киримли-горян — мане, виконувались одиночно або в групі, часто під акомпанемент.

Ногайські беїти (ногъай бейитлери) — віршована форма, двовірш; найчастіше ліричні, відображували різні сторони життя та побуту людей; були найбільше поширені в кочових кримців-степняків (ногаїв).
Кримськотатарські народні пісні (халкъ йырлары) можна поділити на групи:
- побутові — їх найбільше, і сюди відносяться ліричні, трудові й професійні (зокрема, як окремі види пастуші, рибальські тощо пісні), жартівливі;
- святкові й родинні — обрядова календарна пісенність, весільні пісні, величальні пісні, дитячий пісенний комплекс, зокрема дитячі пісеньки (балалар йырлары) та колискові (айнени, бешик йырлары).
- історичні та військові пісні, присвячені історичним подіям і військовій звитязі джигітів.

## Історія дослідження
Окремі зразки усної народної творчості кримців і згадки про них зустрічаються у дорожніх нотатках і описах подорожей Кримом різних дослідників і мандрівників.
Початок письмовій фіксації зразків усної прози кримських татар (і караїмів) поклав мовознавець Вільгельм Радлов.
Одним з перших, хто включив тексти кримськотатарських казок і легенд, щоправда не мовою оригіналу, а російською, був В. Х. Кондаракі, автор таких фундаментальних праць, як «Универсальное описание Крыма» (Санкт-Петербург, 1875, т. 1–13) та «В память столетия Крыма» (Москва, 1883, т. 1–10).
Наступною спробою ознайомити російськомовного читача з легендами та переказами кримських татар, як і решти етногромад Кримського півострову, можна вважати 3 випуски «Легенд Криму» Н. Маркса (Москва, 1913, т. 1; 1914, т. 2; Одеса, 1917, т. 3).
В. Філоненко опублікував «Загадки крымских татар» (Сф., 1926). Цікаве зібрання міфів та легенд крим. татар надруковано 1927 у Ленінграді (нині С.-Петербург). 1930 у моск. вид-ві «Физкультура и туризм» видано зб. «Сказки, легенды и предания Крыма» А. Кончевського.
Спробу наук. зібрання та видання рос. мовою кримськотатар. казок і легенд здійснили 1934 співроб. Алупкин. палац.-парк. комплексу під кер-вом дир. Я. Бірзгала. Упродовж року експедиція на Пд. березі Криму записала понад 100 текстів. 1936 у Сімферополі надруковано 1-й зб. «Сказки и легенды татар Крыма» (21 казка, 3 легенди), 2-й зб. — анекдоти про Ходжу Насреддіна та Ахмет-Ахая.
У довоєнний час зразки фольклору кримців включались у антології усної народної творчості народів СРСР.
Після депортації (1944) наприкінці Другої світової війни на кримськотатарський фольклор, як і на сам народ, його представників та його здобутки було накладено табу. Лише починаючи з 2-ї половини 1950-х, потроху відновивши втрачені зв'язки, представники національної інтелігенції спромоглися опублікувати низку важливих для розвитку кримськотатарської культури видань, зокрема і фольклорних. Осередками культури поза Кримом стали Казань (Татарська АРСР) і Ташкент (Узбецька РСР). У Казані, Ташкенті та Єлабузі плідно працювали Керім Джаманакли, Рефік Музафаров та інші. Так, у 1959 році К. Джаманакли у співавторстві з Ю. Болатом і Р. Тинчеровим упорядкували й видали в Ташкенті книгу кримськотатарських народних казок, цього ж року в Казані Р. Музафаров опублікував монографію «Татарские народные пословицы». Прикметно, що у назвах обох видань кримськотатарське названо татарським, для уникнення додаткового цензурування.
Серед новітніх (починаючи від 1990-х) дослідників кримськотатарського фольклору — представники національної інтелігенції та науки Л. Усеїнов, Т. Бекіров, А. Ісмайлова, Ф. Сеферова. Усну народну творчість кримських татар ґрунтовно вивчають на кафедрі кримськотатарської філології Кримського інженерно-педагогічного і Таврійського університетів (обидва — Сімферополь). Кримському фольклору присвячені монографії, наукові статті. Зразки фольклору кримців вміщено у підручниках із кримськотатарської літератури.

## Цікавий факт
Вважається, що до К. ф. звернувся О. Пушкін, який в основу поеми «Бахчисарайский фонтан» поклав легенду про Фонтан сліз.